# Színlelők (film, 2018)
A Színlelők (eredeti cím: Pretenders) 2018-ban bemutatott amerikai filmdráma, amelyet Josh Boone forgatókönyvéből James Franco rendezett. A főbb szerepekben Jack Kilmer, Jane Levy, Shameik Moore, Juno Temple, Brian Cox, Dennis Quaid és Franco látható.
Világpremierje 2018. november 24-én volt a Torinói Filmfesztiválon. Az Amerikai Egyesült Államokban 2019. szeptember 27-én mutatta be a Cleopatra Entertainment.

## Cselekmény
1979-ben Terry filmművészetet tanul. Az Une femme est une femme című film vetítésén beleszeret Catherine-be, azonban a lány nyomtalanul eltűnik. Megismerkedik egy Phil nevű fotóssal, akinek barátja és asszisztense lett. Egy másik vetítésen végül rábukkan Catherine-re, és felkéri, vegyen részt a rövidfilmjében. Terry kijelenti, hogy szereti őt, Phil pedig kifejezi, mennyire vágyik rá. Ők hárman bonyolult kapcsolatba kezdenek.

## Szereplők
| Szerep      | Színész            | Magyar hang     |
| ----------- | ------------------ | --------------- |
| Terry       | Jack Kilmer        | Kenéz Ágoston   |
| Catherine   | Jane Levy          | Mészáros Blanka |
| Phil        | Shameik Moore      | Szalay Bence    |
| Victoria    | Juno Temple        | Csuha Borbála   |
| Henry       | Brian Cox          | Kertész Péter   |
| Joe         | Dennis Quaid       | Kárpáti Levente |
| Maxwell     | James Franco       | Makranczi Zalán |
| Mr. Stanish | Mustafa Shakir     |                 |
| Madeline    | Danielle Burgess   |                 |
| Kim         | Jacqueline Honulik |                 |
| Antoni      | Antoni Porowski    |                 |
| Doug        | Tyler Alvarez      |                 |

### Magyar változat
- Főcím: Schmidt Andrea
- Magyar szöveg: Moduna Zsuzsa
- Hangmérnök: Weichinger Kálmán
- Vágó: Wünsch Attila
- Gyártásvezető: Derzsi Kovács Éva
- Szinkronrendező: Dezsőffy Rajz Katalin
- Produkciós vezető: Marjay Szabina

A szinkront a SDI Media Hungary készítette el.

## A film készítése
2016 novemberében jelentették be, hogy Josh Boone forgatókönyve alapján James Franco rendezi a filmet , amelyben Franco, Jack Kilmer, Shameik Moore, Jane Levy, Brian Cox és Juno Temple is szerepet kapott. Vince Jolivette, Jay Davis, Shaun Sanghani, Jordan Yale Levine, Scott Levenson és Katie Leary a Rabbit Bandini Productions, az SSS Entertainment és a Yale Productions égisze alatt producerként működtek közre a filmben.

## Bemutató
A film világpremierje 2018. november 24-én volt a Torinói Filmfesztiválon. Nem sokkal később a Cleopatra Entertainment megszerezte a film forgalmazási jogait, amelynek címét Pretenders-re változtatták. Az első előzetes 2019. augusztus végén jelent meg, a mozipremier 2019. október 4-én, míg a Video on Demand kiadás 2019. november 5-én, bár egyes mozik már 2019. szeptember 27-én elkezdték vetíteni. DVD-n 2019. november 12-én jelent meg.

## Fogadtatás
A Rotten Tomatoes weboldalon 20%-os értékelést kapott 10 kritika alapján, az átlagos értékelése 4,3 pont a 10-ből. A Metacritic oldalán 100-ból 14 pontot kapott (5 kritika alapján), ami „túlnyomó elégedetlenséget” jelent. Míg a Variety kritikája dicsérte „a három feltörekvő sztár kiemelkedő alakítását”, a Los Angeles Times kritikája „nagyzoló badarságnak” nevezte a filmet, a The New York Times pedig úgy fogalmazott, hogy „a nosztalgia ízléstelen fajtáját mutatja be”.